# Indianapolis Tennis Championships 2008
L'Indianapolis Tennis Championships 2008 è stato un torneo di tennis giocato sul cemento.
È stata la 21ª edizione dell'Indianapolis Tennis Championships, che fa parte della categoria International Series nell'ambito dell'ATP Tour 2008. Si è giocato all'Indianapolis Tennis Center di Indianapolis negli Stati Uniti, dal 14 al 20 luglio 2008.

## Campioni

### Singolare
Gilles Simon ha battuto in finale  Dmitrij Tursunov con il punteggio di 6–4, 6–4

### Doppio
Ashley Fisher /  Tripp Phillips hanno battuto in finale  Scott Lipsky /  David Martin con il punteggio di 3–6, 6–3, 10–5